# Флаг Хворостянского района
Флаг муниципального района Хворостя́нский Самарской области Российской Федерации.
Флаг утверждён 6 июня 2005 года как флаг муниципального образования «Хворостянский район» (после муниципальной реформы — муниципальный район Хворостянский) и внесён в Государственный геральдический регистр Российской Федерации с присвоением регистрационного номера 1935.

## Описание флага
«Флаг Хворостянского района представляет собой прямоугольное полотнище с отношением ширины к длине 2:3, разделённое по вертикали на две равные части: голубую (у древка) и красную; поверх линии деления изображены фигуры герба: вверху — летящий к древку белый голубь, под ним — жёлтый подсолнух на стебле, изображённом вплотную к нижнему краю».

## Обоснование символики
Флаг района разработан на основе герба, все фигуры которого аллегорически показывают, что Хворостянский район в основе своей является сельскохозяйственным районом.
Современная территория Хворостянского района с конца XVIII века заселялась, в основном, переселенцами из Воронежского уезда, об этом говорит красная часть полотнища флага.
Голубая часть флага показывает географическое расположение Хворостянского района на реке Чагра.
Голубь — символ мира, чистоты, открытости, духовности.
Подсолнух — символ солнца, аллегорически символизирует устремление района в будущее, связанное с развитием сельского хозяйства.
Белый цвет (серебро) — символ совершенства, благородства, чистоты, веры, мира.
Жёлтый цвет (золото) — это цвет солнца, скрытых сокровищ и богатства, зерна, плодородия, эликсира жизни, символизирует величие, уважение.
Голубой цвет — символ возвышенных устремлений, мышления, искренности и добродетели.
Красный цвет в геральдике символизирует труд, жизнеутверждающую силу, мужество, праздник, красоту.